# Phyllodactylus unctus
Phyllodactylus unctus este o specie de șopârle din genul Phyllodactylus, familia Gekkonidae, descrisă de Cope 1864. A fost clasificată de IUCN ca specie cu risc scăzut. Conform Catalogue of Life specia Phyllodactylus unctus nu are subspecii cunoscute.